# HMS Kelly (F01)
«Келлі» (F01) (англ. HMS Kelly (F01) — військовий корабель, лідер ескадрених міноносців типу «K» Королівського військово-морського флоту Великої Британії за часів Другої світової війни.
«Келлі» був закладений 26 серпня 1937 року на верфі компанії Hawthorn Leslie and Company, в містечку Геббурн. 23 серпня 1939 року увійшов до складу Королівських ВМС Великої Британії.